# Cipocereus pusilliflorus

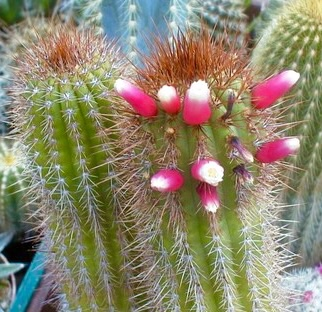
Cipocereus pusilliflorus

Cipocereus pusilliflorus ist eine Pflanzenart aus der Gattung Cipocereus in der Familie der Kakteengewächse (Cactaceae). Das Artepitheton pusilliflorus leitet sich von den lateinischen Worten pusillus für ‚winzig‘ sowie -florus für ‚-blütig‘ ab.

## Beschreibung
Cipocereus pusilliflorus wächst strauchig mit aufrechten bis halb niederliegenden, grün bereiften Trieben und erreicht Wuchshöhen von 30 bis 50 Zentimetern. Die Triebe weisen Durchmesser von 4 bis 5 Zentimetern auf. Es sind 14 bis 18 stumpfe Rippen vorhanden, die wenig oder nicht gekerbt sind. Die Areolen sind mit brauner Wolle bedeckt. Aus ihnen entspringen gerade, nadelige und stechende Dornen. Die 2 bis 4 abstehenden Mitteldornen sind häufig kreuzweise angeordnet und 1 bis 2 Zentimeter lang. Die 10 bis 12 Randdornen weisen eine Länge von 3 bis 6 Millimeter auf.
Die fast senkrecht stehenden Blüten erscheinen in der Nähe der Triebspitzen und sind bis 1,6 Zentimeter lang. Ihre Blütenröhre ist rosafarben, die Blütenhüllblätter weiß. Die kugelförmigen Früchte erreichen Durchmesser von 6 bis 13 Millimeter.

## Systematik, Verbreitung und Gefährdung
Cipocereus pusilliflorus ist im brasilianischen Bundesstaat Minas Gerais bei Monte Azul verbreitet.
Die Erstbeschreibung als Floribunda pusilliflora erfolgte 1979 durch Friedrich Ritter. Nigel Paul Taylor und Daniela Cristina Zappi (* 1965) stellten die Art 1991 in die Gattung Cipocereus. Ein nomenklatorisches Synonym ist Pilosocereus pusilliflorus (F.Ritter) P.J.Braun (1988).
Die Art wird in der Roten Liste gefährdeter Arten der IUCN als „Critically Endangered (CR)“, d. h. vom Aussterben bedroht, eingestuft.

## Nachweise